# الانگایام
الانگایام (به انگلیسی: Alangayam) یک منطقهٔ مسکونی در هند است که در تامیل نادو واقع شده‌است.

## خصوصیات
الانگایام ۳۲٬۸۴۶ نفر جمعیت دارد و ۵۷۲ متر بالاتر از سطح دریا واقع شده‌است.